# Винс Вон
Винсент Ентони Вон (енгл. Vincent Anthony Vaughn; рођен 28. марта 1970. у Минеаполису, Минесота), амерички је филмски и ТВ глумац, продуцент и редитељ.
Почео је да глуми касних 80-их, појављујући се у мањим телевизијским улогама пре него што је стекао славу са Свингери (1996) и Парк из доба јуре: Изгубљени свет (1997), а од тада је глумио у неколико великих холивудских комедија као Спикер (2004), Старски и Хач (2004), Фред Мраз (2007), Четири Божића (2008), поред многих. Вон је такође играо једну од кључних улога у другој сезони Правог детектива, захваљујући чему је стекао још већу популарност.